# Nadir
I astronomi og geografi er nadir det usynlige punkt på himmelhvælvingen, som rammes af en linje, der trækkes fra iagttagerens placering på jordoverfladen ned gennem Jordens centrum og derfra ud til jordoverfladen og videre ud i verdensrummet. Punktet befinder sig derfor i en retning, som er 180° modsat retningen til zenit.
I rumfart, ved genstande som fartøjer eller f.eks. rumstationer (eks. ISS), anvendes begrebet om den side som vender ned mod den planet eller måne som pågældende genstanden er i kredsløb om (dvs. genstandens underside). Zenit er den modsatte side (dvs. genstandens overside)